# Recioto di Soave

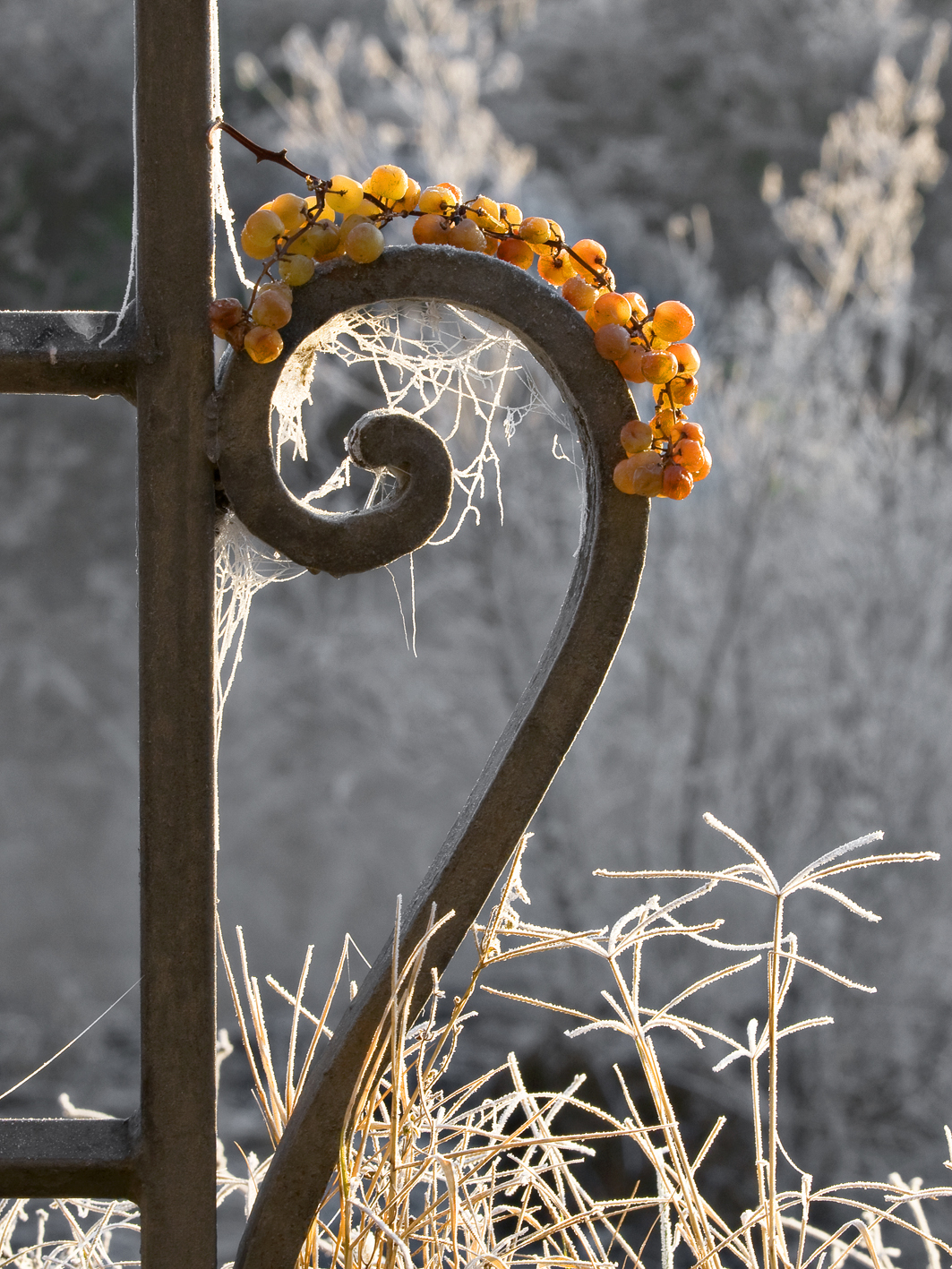
Teilrosinierte Trauben der Rebsorte Garganega

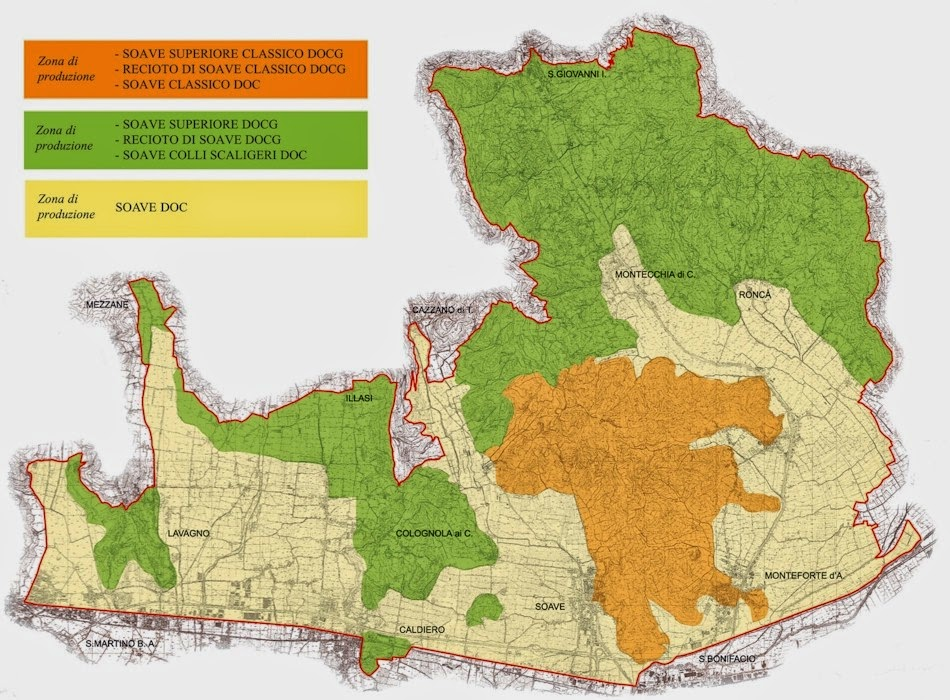
Anbauzonen für die verschiedenen Weine im Soavegebiet

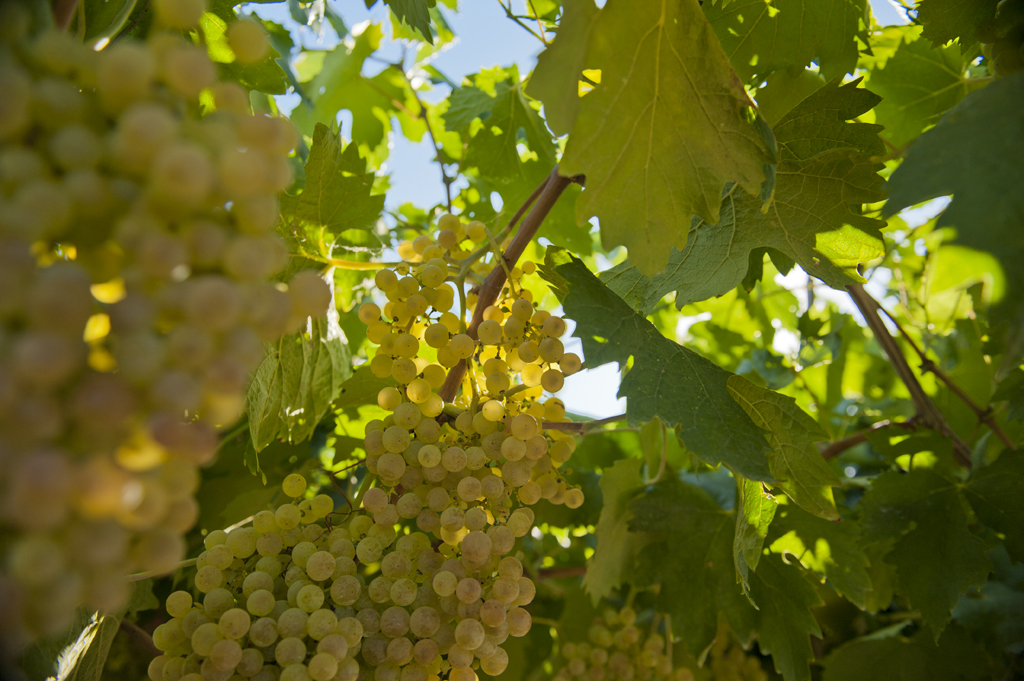
Die Hauptrebsorte des Soave-Weins: Garganega

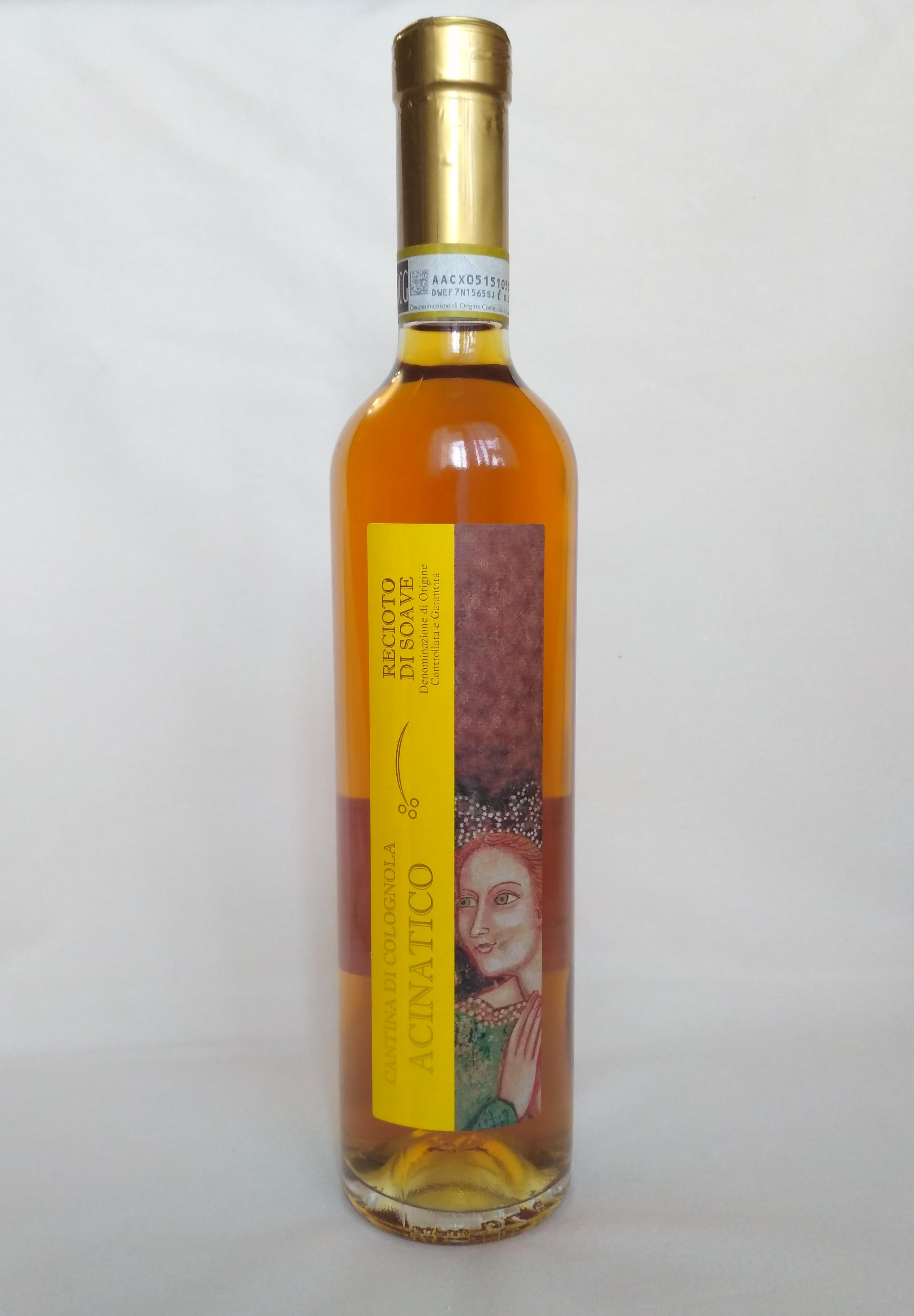
Recioto di Soave

Recioto di Soave ist die Bezeichnung für einen weißen Süßwein aus dem norditalienischen Weinbaugebiet Soave in der Region Venetien. Der Name „Recioto“ leitet sich vom Dialektausdruck „recia“ = „Ohr“ ab und bezieht sich auf die obersten, äußersten Beeren einer Traube. Durch ihre Position erhalten diese Beeren sehr viel Licht und Sonne und sind dadurch reifer und süßer als die restlichen Beeren. Der Wein besitzt seit 1998 eine „kontrollierte und garantierte Herkunftsbezeichnung“ (Denominazione di Origine Controllata e Garantita – DOCG), die zuletzt am 7. März 2014 aktualisiert wurde.

## Anbaugebiet
Gemäß der DOCG-Denomination darf der Wein nur in den Gemeinden (ganz oder teilweise) Soave, Monteforte d’Alpone, San Martino Buon Albergo, Mezzane di Sotto, Roncà, Montecchia di Crosara, San Giovanni Ilarione, Cazzano di Tramigna, Colognola ai Colli, Caldiero, Illasi und Lavagno in der Provinz Verona hergestellt werden.

## Erzeugung
Der Wein wird nach uralter Tradition hergestellt. Nur ausgesuchte Trauben, früher sogar nur einzelne Beeren, werden in einem speziellen Verfahren auf Gestellen oder Strohmatten getrocknet. Dieses Verfahren nennt man auch „appassimento“. Es konzentriert auf natürliche Weise den Zuckergehalt und es entwickelt sich auch häufig eine, durch Grauschimmelfäule (Botrytis cinerea) hervorgerufene, Edelfäule. Siehe auch Strohwein.
Es wird auch ein Schaumwein namens „Recioto di Soave Spumante“ hergestellt.
Im Regelwerk der Herkunftsbezeichnung Recioto di Soave sind folgende Rebsorten zugelassen:
- 70–100 % Garganega
- 0–30 % Trebbiano di Soave
- in dem Bereich von 0–30 % dürfen auch andere weiße Rebsorten, die für den Anbau in der Provinz Verona zugelassen sind, verwendet werden, bis zu einer Höchstgrenze von jeweils 5 %.

## Beschreibung
Laut Denomination (Auszug):

### Recioto di Soave
- Farbe: strohgelb
- Geruch: intensiv und fruchtig mit einem Hauch von Vanille
- Geschmack: süß, samtig, rund, möglicherweise mit einem Hauch von Vanille, auch lebhaft gemäß Tradition
- Alkoholgehalt: mindestens 12,0 % Vol.
- Säuregehalt: min 5 g/l
- Trockenextrakt: min. 27 g/l
- Restzucker: mindestens 70 g/l

### Recioto di Soave Spumante
- Perlage: fein und anhaltend
- Farbe: mehr oder weniger intensiv goldgelb
- Geruch: angenehm, intensiv und fruchtig
- Geschmack:weich und süß, samtig, vollmundig
- Alkoholgehalt: mindestens 11,5 % Vol.
- Säuregehalt: min 5 g/l
- Trockenextrakt: min. 24 g/l
- Restzucker: mindestens 70 g/l